# Frank Sherwin híd
A Frank Sherwin híd egy közúti híd Dublinban, mely a St John's Roadot köti össze a Wolfetone rakparttal és a Parkgate Streettel Northside-ban.
A híd egy háromíves betonlapokon nyugvó híd, mely a Dublin Corporaton Road Design Division felügyelete mellett épült.
A hidat 1981-ben nyitották meg, hogy csökkentsék a sokkal régebbi Sean Heuston híd forgalmát. Ez egyben a főváros rakpartjainak tehermentesítését is célzó projektrésze is volt. Így meg tudták őrizni a folyó melletti egyirányú forgalmat.
A hidat Frank Sherwin dublini politikusról nevezték el.